# 鄭碧影
鄭碧影（英語：Pauline Cheng Pik-ying，1932年2月27日—2011年8月15日），港九藝壇「三碧」裡的「細碧」（「大碧」為鄧碧雲；「中碧」為梁碧玉） :79，粵劇花旦、香港電影演員。她生於富裕家庭，畢業於聖保祿學校，在學時以英文及世界歷史兩科成績最好。

## 事業
- 鄭碧影於6歲時開始以童星身份演出粵劇，後於21歲正式成為粵劇花旦。她是行內首位將粵劇翻譯成英語演出的花旦。
- 20世紀40年代至60年代，她亦演出超過140多部香港電影。
- 20世紀50年代尾至70年代初，鄭碧影灌錄過多張粵語時代曲唱片。
- 銀幕處女作《燭影照魂歸》（1952年，飾伍玉瓊）；最後一部為《撈世界要醒目》（1965年，飾顏素莊）
- 鄭碧影與胞兄鄭頌周（著名劃則師）先生在香港島灣仔莊士敦道開設「翠華百貨公司」，在1964年11月26日（星期四）開幕，由吳君麗、鳳凰女、林鳳、祁筱英、梁醒波及胡楓剪綵[3]。

## 家庭
- 胞兄鄭頌周先生是著名劃則師。
- 1968年11月20日（星期三）與鄧國憲先生註冊結婚，婚後到日本度蜜月[4]。
- 2010年12月27日（星期一），年近80歲的鄭碧影與兒子到九龍灣《畔溪酒家》到賀「九龍塘《畔溪酒家》因租約期滿光榮結業的告別晚宴」。鄭碧影與兒子是九龍塘《畔溪酒家》的老茶客，每星期至少3天在該酒家喝早茶及吃晚飯，最喜歡啃烤雞[5][6]。

## 演出電影
| - 生包公夜審真假光緒皇（1952年） - 燭影照魂歸（1952年） - 光緒皇傳（1952年） - 賊王子巧遇情僧（1952年） - 新薛丁山三氣樊梨花（1952年） - 殘花淚（1953年） - 男人心（1953年） - 作威作福（1953年） - 梁天來（1953年） - 一年一度燕歸來（1953年） - 五諫刁妻（1953年） - 假正經（1953年） - 秦淮月下再生緣（1953年） - 胭脂淚（1954年） - 此子何來問句妻（1954年） - 人望高處（1954年） - 萬里行屍（1954年） - 夜弔秋喜（1954年） - 苦命妻逢苦命郎（1954年） - 紅船鬼影（1954年） - 青罄紅魚非淚影（1954年） - 唐伯虎點秋香（1954年） - 檳城艷（1954年） - 初為人母（1954年） - 郎心如鐵（1954年）... 劉惠珍 - 人結人緣（1954年） - 苦盡甘來（1954年） - 黃飛鴻初試無影腳（1954年） - 不如歸（1954年） - 蝴蝶夫人（1954年） - 艷滴海棠紅（1954年） - 南海拳王（1954年） - 怒髮沖冠為紅顏（1954年） - 黃飛鴻與林世榮（1954年）... 林文娟 - 抬轎佬養新娘（1955年）... 獨珠 - 唔做媒人三代好（1955年） - 歌唱羅卜救母（1955年）... 趙蘭香 - 姊妹心（1955年） - 有事鍾無艷（1955年） - 戲王之王（1955年） - 春花日日紅（1955年） - 婦道（1955年） - 白蛇傳（1955年） - 陳世美不認妻（1955年） - 望夫山上望夫歸（1955年） - 梁山伯與祝英台（1955年） - 黃飛鴻花地搶炮（1955年）... 吳淑貞 - 蘇小妹三難新郎（1955年）... 蘇小妹 - 梁寬與林世榮（1955年） - 薛平貴與王寶釧（1955年） - 十字街頭（1955年） - 情竇初開（1955年）... 蕭碧荷 - 春色滿西廂（1955年） - 後窗（1955年） - 乞兒太子（1955年） - 仕林祭塔（1955年） - 趙五娘千里尋夫（1955年）... 丞相之女牛小姐 - 金生桃盒（1955年） - 黃飛鴻威震四牌樓（1955年）... 吳淑貞 - 丁財兩旺喜盈門（1955年） - 玉葵寶扇（1955年）... 倫碧容 - 桂枝告狀（1956年） - 一榜三狀元（1956年） - 趙飛燕（1956年） - 喬太守亂點鴛鴦譜（1956年） | - 小冤家（1956年） - 鐵咀雞（1956年） - 黃飛鴻義救龍母廟（1956年）... 林碧玉 - 楊八妹招親（1956年） - 鄉下女尋夫（1956年） - 皇姑嫁何人（1956年） - 痲婆尋戇女（1956年） - 假鳳凰（1956年） - 情憎俞到瀟湘館（1956年） - 肥廋姻緣（1956年） - 乾隆皇遊江南（1956年） - 真假白金龍（1956年） - 黃飛鴻古寺救情僧（1956年）... 英娥 - 慈母頌（1956年） - 陳萬年再世姻緣（1956年） - 穆桂英三擒三縱楊宗保（1956年） - 碧玉簪（1956年） - 黃飛鴻花艇風雲（1956年）... 小紅 - 穆桂英楊宗保大破天門陣（1957年） - 八仙鬧江南（1957年） - 南海拳王夜盜梅花馬（1957年） - 金銀珠寶到門來（1957年） - 十五貫（1957年） - 八美戲狀元（1957年） - 財星高照（1957年） - 兩傻遊地獄（1958年） - 黃飛鴻西關搶新娘（1958年）... 蕭文秀 - 陳村種三跪水觀音（1958年） - 狗飯餵狀元（1958年） - 兩傻遊天堂（1958年） - 雙槍陸文龍（1959年） - 龍鳳喜迎春（1959年） - 乖侄（1959年） - 十大姐（1960年） - 亞福對錯馬票（1960年）... 阿好 - 美人計（1960年） - 警察捉小偷（1961年） - 傻人發達（1961年） - 孤兒救祖（1961年） - 義犬神童（1961年）... 陸玉華 - 岳飛出世（1962年） - 浴室飛屍（1962年） - 春滿帝皇家（1962年）... 碧雲公主 - 心心相印（1962年） - 午夜勾魂（1962年） - 奇女薛一娘（1962年） - 文武狀元爭彩鳳（1962年）... 皇姑慧琼 - 車底驚魂（1962年） - 橫掃江南七霸天（1962年） - 點錯鴛鴦（1963年）... 阿珍 - 天字間諜網（1963年） - 武潘安（1963年） - 猴子兵華山救駕（1963年） - 摩登大妗（1963年） - 假玉郎（1963年） - 斷魂劍（上集）（1964年） - 春鶯戲鳳凰（1964年） - 斷魂劍（下集）（1964年） - 刁蠻女戲夫（1964年） - 隔籬鄰舍兩家親（1964年） - 撈世界要醒目（1965年）... 顏素莊 - 天下婦女心（1965年）... 徐美蘭 - 情長義更長（1965年） - 觀世音三服紅孩兒（1966年） |

## 外部連結
- 鄭碧影在互联网电影资料库（IMDb）上的資料（英文）
- 鄭碧影在香港影庫上的簡介
- 鄭碧影的歌唱片段 （页面存档备份，存于）